# Zinn(II)-selenid
Zinn(II)-selenid ist eine anorganische chemische Verbindung des Zinns aus der Gruppe der Selenide.

## Gewinnung und Darstellung
Zinn(II)-selenid kann durch Reaktion von Zinn mit Selen bei 350 °C gewonnen werden.
{\displaystyle \mathrm {Sn+Se\longrightarrow SeSn} }
Es sind jedoch auch weitere Darstellungsmöglichkeiten aus Organozinnverbindungen bekannt.

## Eigenschaften
Zinn(II)-selenid ist ein stahlgrauer Feststoff, der unlöslich in Wasser ist. Die Verbindung kommt in zwei Kristallstrukturen vor, deren Normaltemperaturvariante eine orthorhombische Kristallstruktur (a = 11,50 Å, b = 4,15 Å und c = 4,44 Å) besitzt.

## Verwendung
Zinn(II)-selenid ist ein (IV-VI)-Halbleiter mit schmaler Bandlücke und ist in Bereichen wie Low-Cost-Photovoltaik und Speicherschaltgeräten von großem Interesse.